# Kun en Spillemand
Kun en Spillemand er en roman af H.C. Andersen udgivet i 1837.
Romanen fortæller om Christian og Naomi, den ene fra fattige kår og med kunstnerambitionen, den anden jødisk og som får et privilegeret liv.
Søren Kierkegaards første bog Af en endnu Levendes Papirer fra 1838 er en længere anmeldelse og essay over Kun en Spillemand.